# Tillandsia may-patii
Tillandsia may-patii là một loài thuộc chi Tillandsia. Đây là loài đặc hữu của México.